# باناتسکو کاراجورجوو
باناتسکو کاراجورجوو (به صربی: Banatsko Karađorđevo) یک روستا در صربستان است که در Žitište Municipality واقع شده‌است. باناتسکو کاراجورجوو ۲٬۵۰۸ نفر جمعیت دارد و ۷۴ متر بالاتر از سطح دریا واقع شده‌است.